# Fatso Jetson
Fatso Jetson is een Amerikaanse experimentelerockband uit Palm Desert, Californië. De band is gevormd in 1994 door ex-Yawning Man-leden Mario en Larry Lalli, en Tony Tornay. De neven Mario en Larry zijn vaak genoemd als de grondleggers van de stonerrock en de 'generator parties' in de Palm Desert Scene. Deze werd later bekend door bands zoals Fu Manchu, Kyuss en Queens of the Stone Age.

## Biografie
Fatso Jetson komt uit het Palm Desert-gebied in Californië. De bandleden leefden in de woestijn, ver afgelegen van de trends uit de stad zoals Los Angeles, Orange County en San Diego. De enige plaatsen waar de bands uit dit gebied hun muziek konden laten horen waren Mexicaanse restaurants (tijdens de avonduren), cafés en de generator parties in de woestijn. In 1994 opende Mario en Larry Lalli de eerste rockclub in de woestijn. In deze club besloten de bandleden de band op te richten.
De bandleden kenden elkaar al langer omdat ze in het verleden in verschillende bands samen hadden gespeeld. Door het spelen in verschillende bands veranderde het geluid steeds meer tot het wat ze nu spelen. Tijdens hun schooltijd startte Mario Lalli "Dead Issue". De band bestond uit bassist Scott Reeder, drummer Alfredo Hernández, gitarist Mario Lalli en gitarist/zanger Herb Lineau. Nadat Lineau de band verliet werd de bandnaam veranderd in Across the River. Reeder verliet de band om als bassist bij de band Kyuss te spelen. Hernández en Lalli voegden Larry Lalli als bassist en Gary Arce als gitarist toe aan de band. Ze veranderen de bandnaam in 1987 in 'Englenhook'. Met deze band werkten ze steeds meer toe naar het geluid wat uiteindelijk Yawning Man werd.
Fatso Jetson kwam bij elkaar nadat Tony Tornay (drummer Solarfeast), Mario en Larry veel tijd besteden aan snooker, het drinken van bier en veel tv zaten te kijken in Mario en Larry's nightclub, "Rhythm & Brews" in Indio. Ze besloten de band op te richten nadat ze zagen alle instrumenten te spelen die nodig zijn in een band.
Fatso Jetson speelden hun eerste show in september 1994, de opening van de voormalige Black Flag-gitarist Greg Ginn. Op basis van deze show besloot Greg dat hij een album wilde uitbrengen te brengen met de band op zijn platenlabel SST. De band ging vervolgens op tour om op zoveel mogelijk shows te spelen inclusief een kleine zes tours met collega woestijnband Kyuss.
In augustus 1995 werd het eerste Fatso Jetson-album, Stinky Little Gods uitgebracht. Iets meer dan 2 jaar later in november 1997 bracht de band hun tweede album Power of Three uit. Weer op het SST-label. Het was rond deze tijd dat de band Brant Bjork (ex-Kyuss- en ex-Fu Manchu-drummer) erbij vroeg om slaggitaar te spelen. Bjork bleef tot hij moest gaan toeren met zijn band Fu Manchu. Bjork heeft meegespeeld op twee 7"-uitvagen. Eén splitalbum met The Bloodshot, en de andere een split met Fu Manchu.
In het najaar van 1997 begon Fatso Jetson te zoeken naar een andere platenmaatschappij. Dit werd Bongload Custom Records. In april 1998 gingen Tony, Mario en Larry naar Monkey Studios in Palm Springs in om aan hun derde album Toasted te werken die werd geproduceerd Chris Goss (Masters Of Reality). Toen in augustus 1998, Gary Arce (waar ze eerder mee hadden samen gespeeld in de band Yawning Man) bij de band kwam als slaggitarist voor een tour langs de westkust met de band Queens of the Stone Age en zette zich hij deze rol voort door ook een tijdje te spelen op het vierde album Flames for All. Arce toerde met de band mee voor een Europese tour en een verschijning op het Dynamo festival in 1999 tot hij uiteindelijk vertrok in april 2000.
In 2001 ging Fatso Jetson terug de studio in om hun 5e album Cruel & Delicious op te nemen. Het werd opgenomen door Schneebie van de band Earthlings? en uitgebracht op Josh Homme's platenlabel Rekords Rekords. Het beschikt over 13 nummers, waaronder een cover van de band Devo, Ton O' Love. Voordat de band het album opnam hadden ze vele jams in de woestijn om vervolgens de plaat daar op te nemen.
Vince Meghrouni werd toegevoegd aan de band (saxofoon en mondharmonica). 
Naast het spelen van shows in en rond Los Angeles zijn Mario en Larry eigenaar en exploitant van een klein restaurant en club in Sierra Madre, Californië genaamd Cafe 322, gelegen op 322 West Sierra Madre Boulevard. Ze hebben vaak jazz en blues artiesten, maar traden zelf ook sporadisch op.
Door het runnen van het café was er weinig tijd voor de band en duurde het tot 2010 voordat er nieuw materiaal werd uitgebracht. De focus lag meer op het café dan de band en het schrijven van nummers. 
In 2007 werd live materiaal van de band uitgegeven. In 2010 kwam het album Archaic Volumes uit. Dit album is zelf door de band opgenomen in studio's van vrienden van de bandleden ('Total Annihilation Studio' en 'Donner and Blitzen Studio'). Het album bevat nummers die jaren eerder al waren opgenomen en nummers die ze live speelden in Los Angeles nadat ze klaar waren met werken in hun café of andere banen. Het nummer "Play Dead" is als enige nummer origineel gebleven. Aan de andere nummers is meer toegevoegd (gitaar, keyboard etc.)
De promotie van het album begon in Nederland tijdens het Roadburn-festival. 
In 2013 kwam het splitalbum Yawning Man & Fatso Jetson Split met de band Yawning Man uit en namen ze het livealbum Live at Maximum Festival op.
In 2014 bestond de band 20 jaar. Mario Lalli gaf aan op tournee te willen met de band langs de westkust van Californië, Nevada, Arizona en Texas. Ook had hij het idee om een Generator Party te houden zoals vroeger met als thema '20 jaar later'. Voorts kwam het splitalbum Early Shapes Split uit, met de band Herba Mate uit Italië.
In 2016 bracht de band het album Idle Hands uit dat ze opnamen in de opname studio Rancho de la Luna in Joshua Tree.

## Discografie

### Albums
- Stinky Little Gods - 1995 - SST Records
- Power of Three - 1997 - SST Records
- Toasted - 1998 - Bong Load Custom Records
- Flames for All - 1999 - Man's Ruin Records
- Cruel & Delicious - 2002 - Rekords Rekords
- Fatso Jetson Live (lp) - 2007 - Cobraside
- Archaic Volumes - 2010 - Cobraside
- Live at Maximum Festival - 2013 - Go Down Records
- Idle Hands - 2016 - Heavy Psych Sounds

### Single, ep en splitalbums
- Fu Manchu/Fatso Jetson Split 7inch - 1998 - Sessions Records
- Fatso Jetson/The Bloodshot Split 7inch - 1998 - Miracle Records
- Fatso Jetson/Fireball Ministry Split 7inch - 1999 - Cattle Prod Records
- Fatso Jetson/Oak's Mary Split 7inch - 2010 Third Conspiracy
- Yawning Man & Fatso Jetson Split 12inch – 2013
- Fatso Jetson & ZUN 7inch – 2013
- Early Shapes Split 7inch - 2014
- Fatso Jetson, Farflung Splitalbum - 2016
- Dreamhomes / Die Cast 7inch - 2016
- Double Quartet Serie #1 splitalbum - 2016

### Compilatiealbums
- Welcome to Meteor City - 1998 - Meteor City
- Graven Images - A Tribute to the Misfits - 1999 - Freebird Records
- Stoned Again! - A Bong Load Records Collection - 1999 - Bong Load Custom Records

## Bezetting

### Huidige leden
- Mario Lalli: zang & gitaar (vader van Olive Lalli)
- Larry Lalli: basgitaar
- Tony Tornay: drum
- Vincent Meghrouni: saxofoon en mondharmonica
- Dino Von Lalli : gitaar

### Oud-leden
- Brant Bjork - gitaar (1997–1998) - (Kyuss, Fu Manchu, Brant Bjork and the Bros, Kyuss Lives!, Vista Chino)
- Gary Arce - gitaar (1998–2000) - (Yawning Man, The Perfect Rat)
- Jesse Hughes - gitaar - (Jesse's Girls, the blues-based Scary Time Ramblers, the Black List Heroes, The Sort of Quartet, Eagles of Death Metal)